# С-125 Нева
С-125 Нева је ракетни систем за противавионску одбрану територије. Овај ракетни систем земља-ваздух (енгл. surface-to-air missile system) је произведен у Совјетском Савезу 60-их година 20. века. И даље је у употреби у многим земљама, укључујући и Србију. Последњих година извршена је модернизација система, која му омогућује употребу и у данашњим условима. НАТО назив за систем је SA-3 Goa.Систем је створен за допуњавање система С-25 "Беркут" и С-75 "Двина".Нева има мањи вертикални и хоризонтални домет од претходника, као и брзину ракете, али због технологије израде, отпорнија је на радио-електронско ометање и има могућност гађања циљева на минималној висини од 20 метара. Уз наведене новине Нева гађањем циља двема ракетама има вероватноћу поготка од oko 95%.Користи 2 типа ракете 5в24 (В-600) и 5в27(В-601).Ракета 5в27Д има могућност гађања циљева у одласку, док претходне верзије то не могу. Сви типови ракета су намењени за гађање циљева површине веће од 2,5м² при кретању брзином до 700 м/с.

## Карактеристике
- Намена:

Уништавање циљева у ваздушном простору који лете на врло малим, малим и средњим висинама и уништавање циљева на земљи и у води који се могу радарски осматрати.
- Систем вођења:

Радио-командно вођење
- Зона уништења циља:
  - по даљини – од 2.4 до 25 km (у доласку), 17 km (у одласку)
  - по висини – од 20 m до 18 km
  - зона уништења циљева на земљи: - од 3.5 до 17
- Противавионске ракете 5B27U/D:- дужина: 5948 mm
  - стартна маса: 952.7 kg
  - маса бојне главе: 72 kg
  - маса експлозивног пуњења: 42 kg
  - брзина лета ракете на крају активног дела путање : око 700 m/s
  - број гелера : 4500

## Ракетни систем ПВО С-125-М Нева-М
Два ракетна дивизиона наоружана системом С-125М Нева-М налазе се у саставу 250. ракетне бригаде ПВО.
Први Ракетни дивизион :
Зуце - 1 ракетна батерија
Панчево - 2 ракетне батерије
Трећи Ракетни дивизион : Јаково - 1 ракетна батерија (уместо друге је Панцир-С1) Батајница - 1 ракетна батерија.    
Сви системи су Нева-М    
Дивизиони Нева-М су од 1982. до реорганизације спроведене 2007. године били размештени у прстен око Београда, са задатком одбране ширег рејона главног града. Током одбрамбене операције 1999. године припадници 3. Ракетног дивизиона 250. Ракетне бригаде за ПВД . оборили су по један авион F-117А и F-16C из састава РВ САД (види Обарање Ф-117 код Буђановаца).  
Основна тактичка јединица система С-125М јесте дивизион са четири лансирне рампе 5П73 са по четири ракете и батерија за вођење ракета и кабином УНК (полуприколица са системима за управљање, селекцију покретних циљева, за стварање сигнала вођења, телевизијским и термовизијским вођењем) и постољем УНВ са радаром СНР-125-М (платформа ПОСт) домета од 40 до 80 километара.
Ракете су двостепене. Мотор првог степена за време од 2.6 до 4.1 секунде обезбеђује лансирање ракете и постизање надзвучне брзине лета на почетном невођеном делу путање. Мотор другог маршевског степена ради од 17 до 22 секунде. Оба ракетна мотора су са чврстом погонском материјом. Новина у односу на систем ПВО С-75 Двина је чврсто ракетно гориво и у стартном и у маршевском мотору. Дивизион може у једном гађању да обезбеди лансирање и вођење две ракете на један циљ. За откривање циљева користи се осматрачки и осматрачко-аквизицијски радар П-12, П-18 или П-15 (на малим висинама). Осматрачко-аквизицијски радар П-15 више није у употреби и Војсци Србије.

## Модернизација
За модернизацију радара у Србији развијен је дигитални пријемник радара ДП/П-12, који омогућава рад са издвојеног места, удаљеног до 500 метара од кабине радара.
У плану је модернизација РС ПВО Нева-М на стандард са ознаком Нева-М1Т, прилагођен за преживљавање и дејства у условима снажног електронског ометања и превласти противника у ваздушном простору. Пасивно откривање циљева обезбеђује се уградњом оптоелектронског сензора, термовизијске камере и ласерског даљиномера.

## Корисници
Армије следећих земаља су корисници С-125 Нева система:
| - Алжир - Ангола - Јерменија - Бугарска - Камбоџа - Куба - Египат - Етиопија - Грузија | - Мађарска - Индија - Иран - Ирак - Либан - Молдавија - Мозамбик - Северна Кореја - Перу | - Пољска - Србија - Сомалија - Сирија - Саудијска Арабија - Танзанија - Вијетнам - Јемен - Замбија |